# Gajary
Gajary (Hongaars:Gajar) is een Slowaakse gemeente in de regio Bratislava, en maakt deel uit van het district Malacky.
Gajary telt 2792 inwoners.